# 에벤에젤 오포리
에벤에젤 오포리(영어: Ebenzer Ofori, 1995년 7월 1일 ~ )는 가나의 축구 선수로, 현재 리투아니아의 잘기리스에서 미드필더로 활약하고 있다.

## 구단 경력

### AIK
2013년 8월, 오포리는 스웨덴의 AIK와 3년 반의 계약을 맺었다. 2013년 8월 3일, 그는 알스벤스칸의 프렌즈 아레나에서 열린 엘프스보리와의 경기에서 하프타임에 팬들에게 소개되었다. 그는 2013년 친선 경기에서 맨체스터 유나이티드를 상대로 AIK 데뷔 전을 치렀다. 그는 2018년 8월 25일, 1-0으로 패한 할름스타드와의 경기에서 90분 풀타임을 소화하며 공식 데뷔 전을 치렀다. 그는 AIK에서 처음으로 뛰었던 2013년부터 2016년까지 101경기에 출전했다.

### VfB 슈투트가르트
그는 2017년 1월 31일, 가나 국가대표팀과의 아프리카 네이션스컵이 끝난 후 이적 시장에서 2. 분데스리가의 VfB 슈투트가르트로 이적했다. 그는 슈투트가르트가 독일 2부 리그 챔피언이 되는 것을 도왔고, 독일 1부 리그로의 승격을 확정지었다.

#### 뉴욕 시티로의 임대
2018년 2월 21일, 오포리는 2018년 MLS 시즌이 끝날 때까지 MLS 소속팀인 뉴욕 시티에 임대되었다. 그는 데뷔 시즌에 28번의 리그 경기에 출전했다. 그의 임대 기간은 2019년 MLS 시즌까지 연장되었다. 두 번째 시즌에는 20번의 리그 경기에 출전했다.

### AIK로의 복귀
2020년 1월 9일, 그는 2020년 알스벤스칸 시즌을 위해 AIK에 영구 계약을 할 것이라고 발표했다.

### 바일레
2022년 1월 13일, 오포리는 덴마크 수페르리가의 바일레로 2022년 7월까지 임대되었다.  2022년 6월 15일, 오포리는 바일레로 영구 임대되어 2년 계약을 맺었다.

## 국가대표팀 경력
오포리는 2017년 아프리카 네이션스컵에 가나 국가대표팀에 차출되었다. 그는 2017년 2월 4일 부르키나파소와의 경기에서 가나 국가대표팀 데뷔 전을 치뤘다. 그는 에티오피아와의 아프리카 네이션스컵 예선 전에서 가나 국가대표팀 소속으로 두 번째 경기에서 골을 넣었다.